# 129177 Jeanneeha
129177 Jeanneeha è un asteroide della fascia principale. Scoperto nel 2005, presenta un'orbita caratterizzata da un semiasse maggiore pari a 3,0408190 UA e da un'eccentricità di 0,0920586, inclinata di 9,69988° rispetto all'eclittica.